# 中央大学法学部

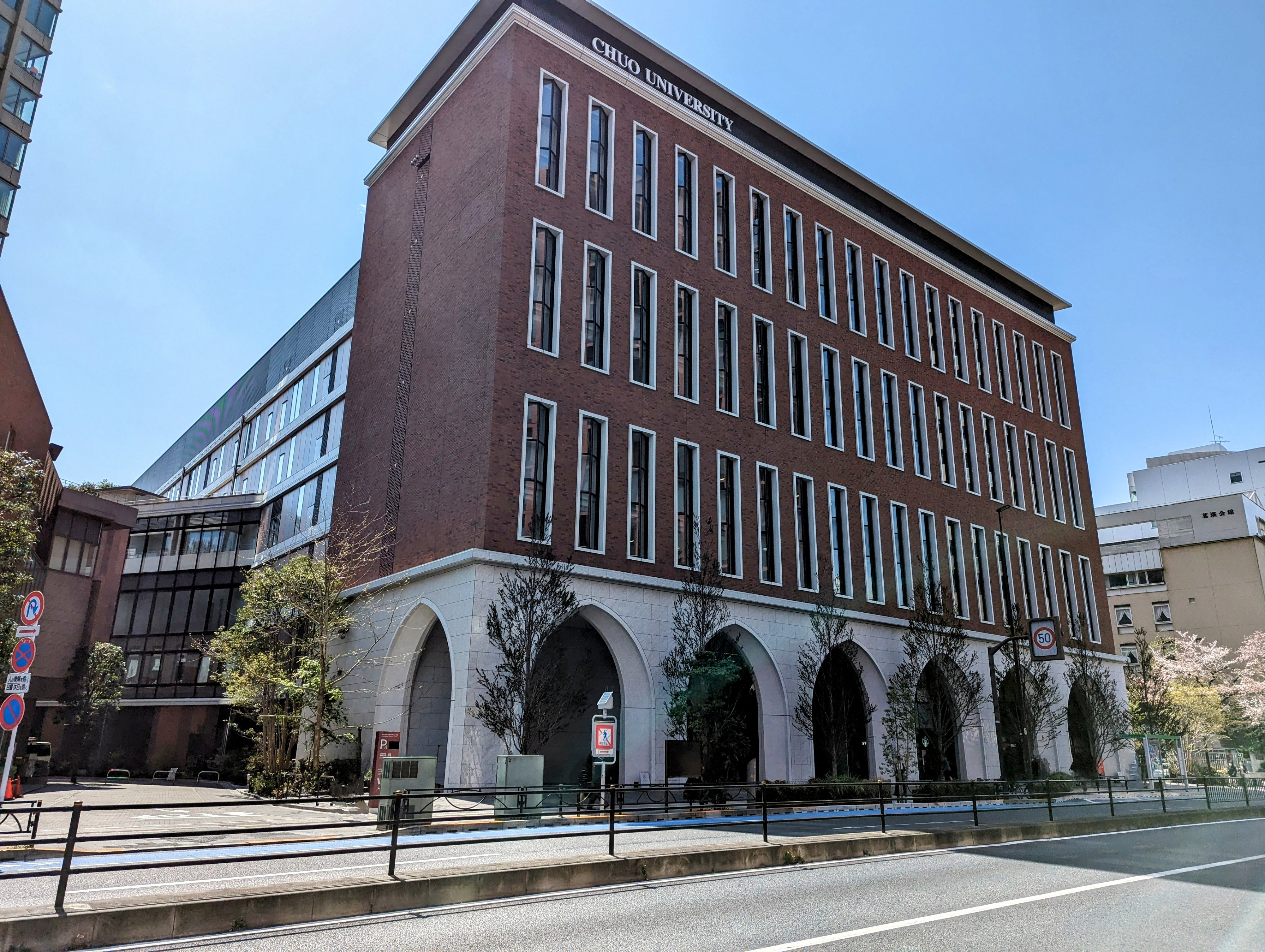
中央大学茗荷谷キャンパス（2023年）

中央大学法学部（ちゅうおうだいがくほうがくぶ）は、中央大学に設置されている学部の一つ。中央大学大学院法学研究科（ちゅうおうだいがくだいがくいん ほうがくけんきゅうか）は、同大学大学院に設置されている研究科の一つ。2023年度より文京区の茗荷谷キャンパスに移転した（法学部通信教育課程を除く）。
英吉利（イギリス）法律学校を源流とする中央大学の学部・研究科であり、同大を代表する看板学部であるだけでなく、日本の私立大学の法学部を代表する学部として名高い。これまで法曹界、官界、財界、ジャーナリズム界をはじめとして、幅広い分野に数多くの人材を輩出してきた。
ロースクール（法科大学院）は大学院法務研究科であり、法曹教育において一貫教育プログラムを行っている。

## 概要

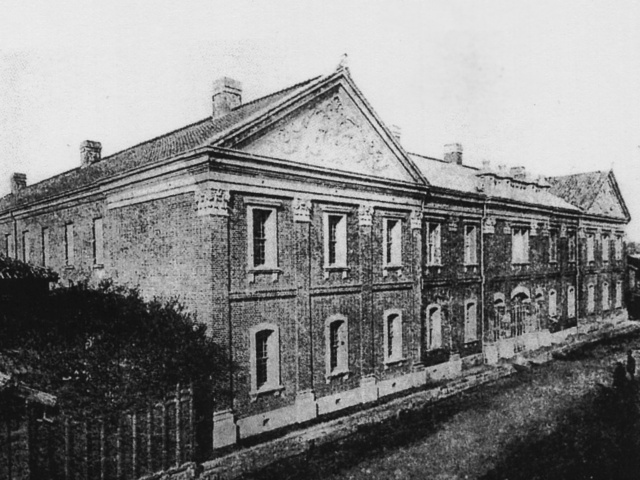
英吉利法律学校（1889年）

中央大学法学部・法学研究科は、英吉利法律学校を源流とし、135年の歴史を持つ。法学部は3学科（法律学科、政治学科、国際企業関係法学科）を有し、在籍学生数は、6172名(2016年4月現在)。また、通信教育課程を持つ。
法科の中央（中央の法科とも）と呼ばれる。旧司法試験においては、1951年から1970年の20年間、東京大学を抑え大学別合格者数で首位を保っていた。

## 沿革

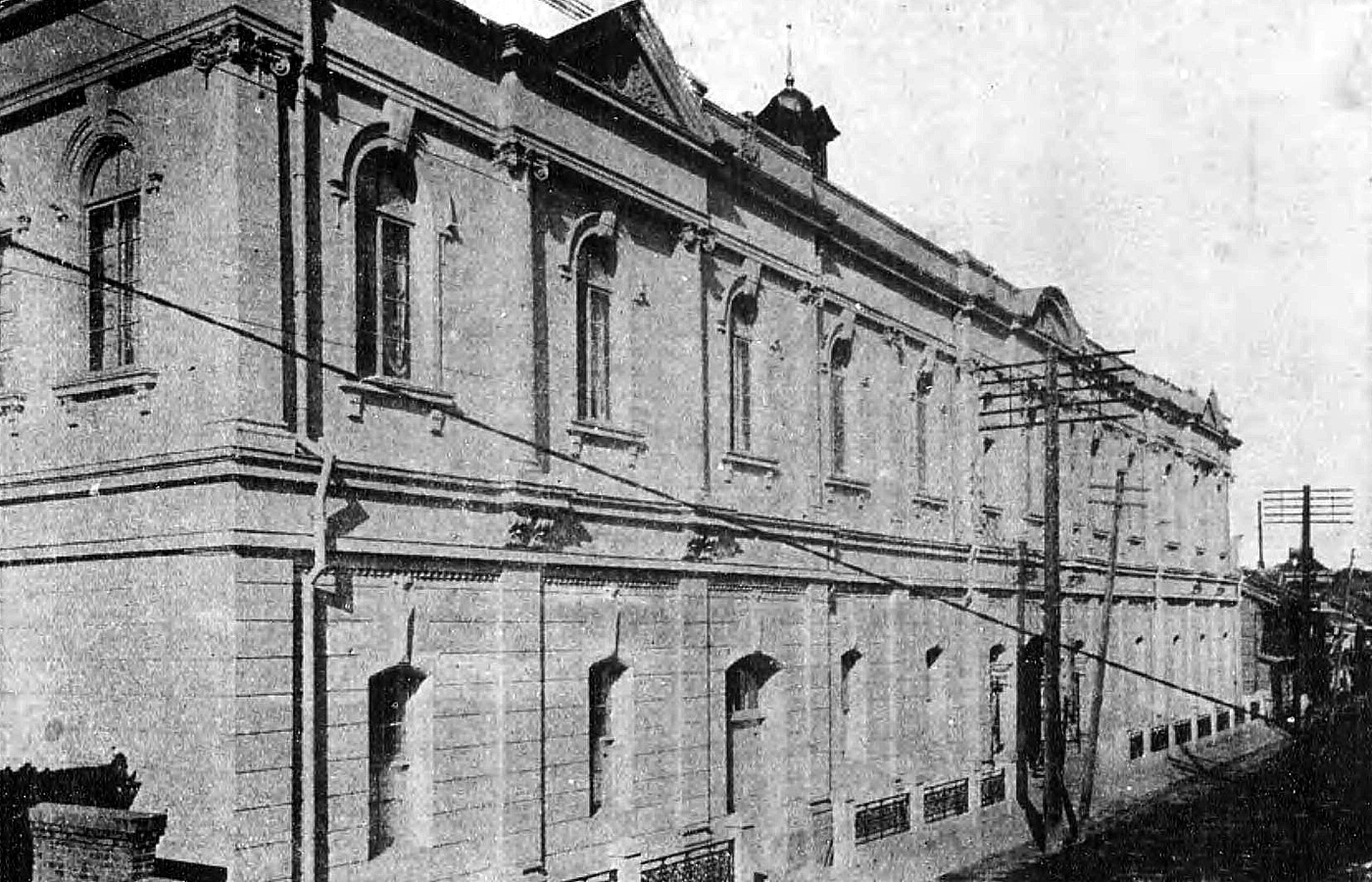
錦町校舎（1915年）

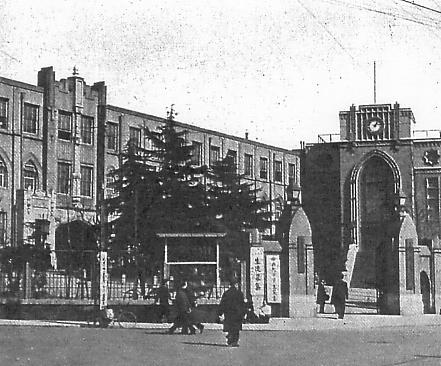
駿河台校舎（1930年頃）

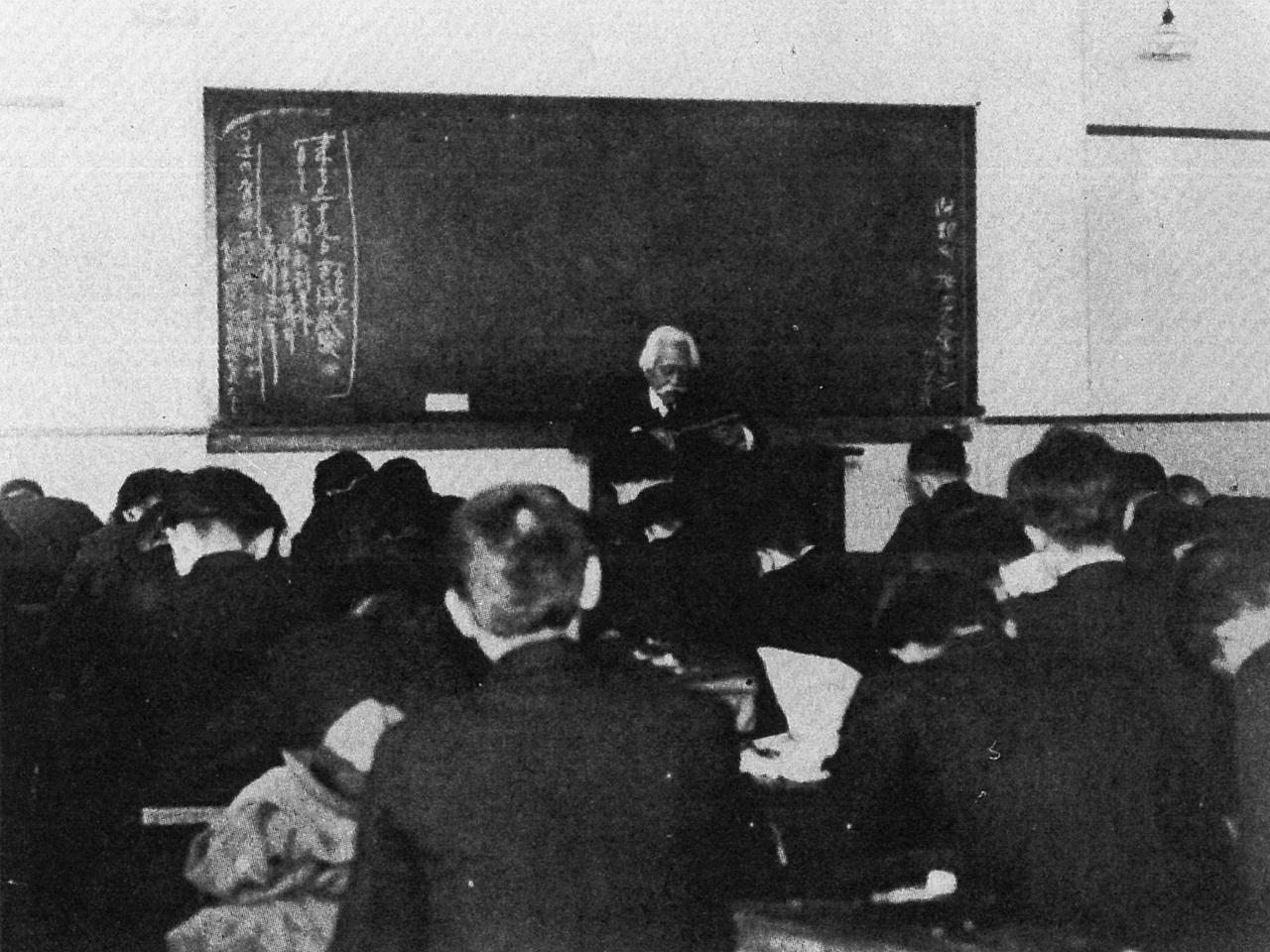
土方寧の講義（1938年頃）

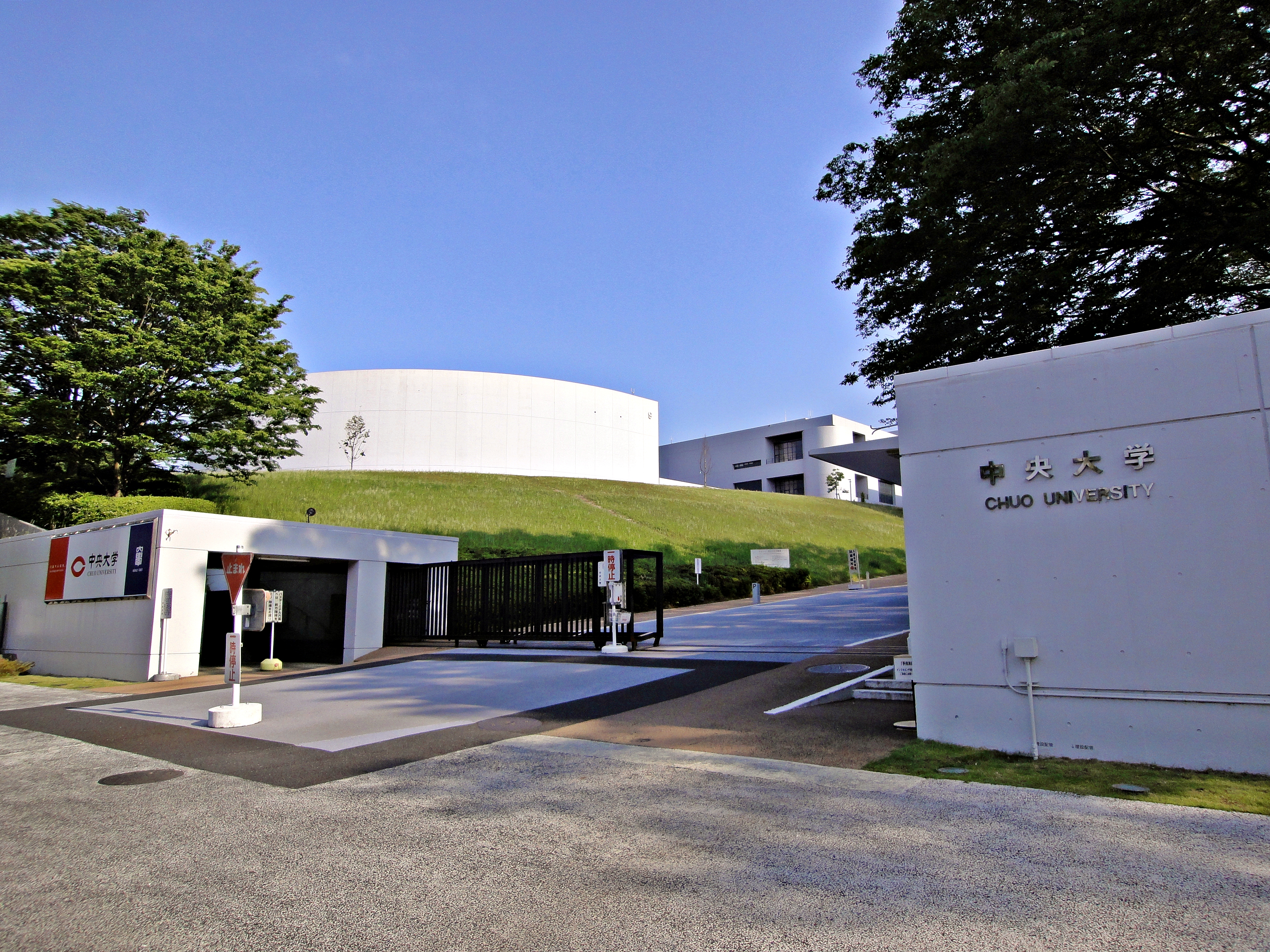
多摩キャンパス正門
（2012年）

### 年表
- 1885年 神田錦町に英吉利法律学校を設立。初代校長増島六一郎[4]。
- 1886年 私立法律学校特別監督条規により、英吉利法律学校など五大法律学校が帝国大学特別監督下に入る。
- 1888年 五大法律学校連合大討論会に参加[注 1]
- 1889年 『法理精華』創刊（翌年発行禁止）。東京法学院と改称。
- 1891年 『法学新報』創刊。
- 1892年 第3回帝国議会で民法・商法施行延期法案可決。
- 1893年 司法省から判事検事登用試験の指定校となる。
- 1894年 第1回訴訟実習会（模擬裁判）を開催。
- 1896年 高等法学科開設。
- 1903年 東京法学院大学と改称。本科・予科・専門科・研究科を設置。初代学長菊池武夫[4]。
- 1909年 法学科、経済学科、商業学科を設置[4]。
- 1905年 中央大学と改称。
- 1910年 新聞研究科を開設[注 2]
- 1913年 本科を大学部、専門科を専門部、法律学科を法科と改称。
- 1920年 中央大学法学部が成立[4]。
- 1926年 駿河台南甲賀町（現在の神田駿河台3丁目）に移転[4]。
- 1931年 夜間学部を開設[4]。
- 1940年 高文試験司法科で中央大学関係者が71名合格、初めて第1位となる[7]。
- 1944年 『法学新報』休刊（1947年復刊）。
- 1948年 通信教育部（法）を開設[4]。
- 1949年 新制法学部（一部・二部）開設。
- 1953年 旧制最後・新制最初の卒業式を挙行。
- 1978年 中央大学多摩キャンパスに移転[4]。
- 1980年 駿河台キャンパス閉鎖。
- 2004年 中央大学市ヶ谷キャンパスに中央大学大学院法務研究科を開設[4]。
- 2007年 法学部二部廃止。
- 2018年 2023年から2024年にかけて全学年の都心キャンパス（後楽園キャンパス及び茗荷谷新校地）への移転を決定。
- 2021年 2023年4月に法学部全学年の茗荷谷キャンパスへの移転、同時に新設する小石川キャンパスの法学部生と国際情報学部生の使用を決定。
- 2023年 茗荷谷キャンパスに移転（通信教育部は除く）。

## 学科・専攻
大学（学士課程）
- 法学部
  - 法律学科
    - 法曹コース
    - 公共法務コース
    - 企業コース

  - 国際企業関係法学科
  - 政治学科
    - 公共政策コース
    - 地域創造コース
    - 国際政治コース
    - メディア政治コース

  - 通信教育課程（多摩キャンパス）

大学院（博士前期（修士）課程・博士後期課程）
- 法学研究科
  - 公法専攻
  - 民事法専攻
  - 刑事法専攻
  - 国際企業関係法専攻
  - 政治学専攻

## 学部長
- 橋本基弘（2011年 - 2014年）
- 中島康予（2014年 - 2017年）
- 星野智（2017年 - 2019年）
- 猪股孝史（2019年 - 2023年）
- 遠藤研一郎　(2023年 - )

## 研究室
中央大学に属する団体ではないが、同大学法学部の卒業生と学生らが自主的に組織する「玉成会」「真法会」「正法会」「中桜会」などの法曹や国家公務員を目指す難関国家資格試験受験団体の「研究室」がある（2016年時点では11の研究室がある。2024年時点では学研連等14団体と表記）。それぞれ、独自の運営方針に基づいて活動を行っている。
中央大学法学部は1960年代から70年代前半の間に司法試験合格者数3桁（定員500人中最高で172人）を記録しているが、この高い合格率を産み出したのが「研究室」の存在だと考えられている。
しかしながら、1978年前後に大学キャンパスが東京都千代田区から八王子市へとキャンパスが移転したことで、卒業生の所属する法律事務所と八王子のキャンパスとの物理的な距離が問題となり、伝統でもあった「先輩が後輩の勉強の面倒をみる文化」も薄れ、これが司法試験の合格者数が大きく減ずることになった一因とされている。

## 進学実績
- 中央大学卒業生における法科大学院への進学先は多岐にわたる。2023年入学法科大学院合格者数（既修者コース）は慶應義塾大学法科大学院63名、早稲田大学法科大学院35名となっている[10]。

| 年度   | 入学法科大学院合格者数（既修者コース）                                                                                      |
| ------ | --- |
| 2024年 | 中央大学法科大学院79名、慶應義塾大学法科大学院49名、東京大学法科大学院34名、早稲田大学法科大学院20名、一橋大学法科大学院3名 |
| 2025年 | 中央大学法科大学院95名、慶應義塾大学法科大学院55名、東京大学法科大学院43名、早稲田大学法科大学院16名、一橋大学法科大学院9名 |

## 著名な出身者
“大学概要2018-2019＜第1版＞”. 2018年7月12日閲覧。の情報に基づく。

### 法曹
司法
- 谷村唯一郎（最高裁判所判事、司法次官、東京弁護士会会長）
- 五鬼上堅磐（最高裁判所判事、大阪高等裁判所長官、中央大学理事長）
- 柏原語六（最高裁判所判事、東京弁護士会会長）
- 塚本重頼（最高裁判所判事、中央大学名誉教授、服部セイコー監査役）
- 木戸口久治（最高裁判所判事、日本弁護士連合会会長代行、第二東京弁護士会会長）
- 大塚喜一郎（最高裁判所判事、国家公安委員、第一東京弁護士会会長）
- 奧野久之（最高裁判所判事、神戸弁護士会会長）
- 小野幹雄（最高裁判所判事、大阪高等裁判所長官、司法研修所長、最高裁判所事務総局刑事局長）
- 才口千晴（最高裁判所判事、中央大学教授、東京弁護士会副会長）
- 深澤武久（最高裁判所判事、中央大学理事長、東京弁護士会会長）
- 甲斐中辰夫（最高裁判所判事、東京高等検察庁検事長、次長検事）
- 須藤正彦（最高裁判所判事、東京弁護士会副会長、東京電力ホールディングス取締役）
- 横田尤孝（最高裁判所判事、次長検事、法務省保護局長）
- 小貫芳信（最高裁判所判事、東京高等検察庁検事長、法務総合研究所長、法務省矯正局長）
- 中山孝雄（最高裁判所司法研修所長、東京高等裁判所部総括判事、法務省大臣官房審議官）
- 田中康郎（札幌高等裁判所長官、明治大学法科大学院長事務取扱）
- 合田悦三（札幌高等裁判所長官、東京高等裁判所部総括判事、総務省情報公開・個人情報保護審査会会長代理）
- 一宮なほみ（仙台高等裁判所長官、人事院総裁）
- 綿引万里子（名古屋高等裁判所長官、札幌高等裁判所長官）
- 安藤裕子（高松高等裁判所長官、国家公安委員）
- 中里智美（福岡高等裁判所長官、東京家庭裁判所長）
- 末永進（札幌高等裁判所部総括判事、釧路地方裁判所長）
- 嶋原文雄（仙台高等裁判所部総括判事、山形地方裁判所長）
- 須藤典明（東京高等裁判所部総括判事、法務省訟務総括審議官）
- 高木新二郎（東京高等裁判所部総括判事、弁護士、JAL再生タスクフォースリーダー、野村證券顧問）
- 難波孝一（東京高等裁判所部総括判事、熊本地方裁判所長、司法試験考査委員）
- 稲田龍樹（東京高等裁判所部総括判事、横浜家庭裁判所長、学習院大学法科大学院法務研究所長）
- 秋山寿延（東京高等裁判所部総括判事、福島地方裁判所長、最高裁判所上席調査官）
- 土田昭彦（東京高等裁判所部総括判事、福島地方裁判所長、金融庁証券取引等監視委員会事務局次長）
- 三角比呂（東京高等裁判所部総括判事、静岡地方裁判所長、法務省司法試験委員会委員、中央大学特任教授）
- 滝沢孝臣（知的財産高等裁判所部総括判事、山形地方裁判所長）
- 一宮和夫（大阪高等裁判所部総括判事、岡山地方裁判所長）
- 竹中省吾（大阪高等裁判所部総括判事、広島家庭裁判所長）
- 宮崎英一（大阪高等裁判所部総括判事、神戸地方裁判所長、最高裁判所調査官）
- 松井英隆（大阪高等裁判所部総括判事、熊本地方裁判所長、証券取引等監視委員会事務局次長）
- 横溝邦彦（広島高等裁判所部総括判事、松江地方裁判所長）
- 佐藤明（福岡高等裁判所部総括判事、福岡高等裁判所宮崎支部長）
- 岩木宰（福岡高等裁判所部総括判事、佐賀地方裁判所長）
- 綿引穣（福岡高等裁判所那覇支部長）
- 三上英昭（札幌地方裁判所長、札幌高等裁判所事務局長）
- 本郷元（仙台地方裁判所長、仙台高等裁判所部総括判事）
- 窪木稔（仙台家庭裁判所長、秋田地方裁判所長）
- 柴田寛之（千葉地方裁判所長、東京高等裁判所部総括判事）
- 木村要（千葉家庭裁判所長、最高裁判所事務総局家庭局長）
- 星野雅紀（千葉家庭裁判所長、福岡高等裁判所部総括判事、司法試験考査委員）
- 奥田正昭（東京地方裁判所長、東京高等裁判所部総括判事）
- 佐藤歳二（横浜地方裁判所長、司法研修所上席教官、最高裁判所上席調査官、司法協会理事長）
- 田中由子（横浜家庭裁判所長、名古屋高等裁判所部総括判事）
- 山本和敏（岐阜地方裁判所長、東京地方裁判所部総括判事、司法研修所教官）
- 田村眞（岐阜地方裁判所長、徳島地方裁判所長）
- 熊田士朗（名古屋地方裁判所長、名古屋高等裁判所部総括判事）
- 木下秀樹（福井地方裁判所長、名古屋高等裁判所部総括判事）
- 佐々木宗啓（東京地方裁判所部総括判事、文部科学省原子力損害賠償紛争和解仲介室長、法務省司法法制部参事官）

検察
- 林頼三郎（検事総長、刑法学者、中央大学学長）
- 笠間治雄（検事総長、東京地方検察庁特捜部長）
- 畝本直美（検事総長、法務省保護局長）
- 八木宏幸（東京高等検察庁検事長、次長検事、国際研修協力機構理事長）
- 齋藤隆博（東京高等検察庁検事長、次長検事、最高検察庁刑事部長、東京地検特捜部長）
- 伊藤鉄男（次長検事、東京地方検察庁検事正）
- 田辺泰弘（札幌高等検察庁検事長、大阪地方検察庁検事正）
- 増田暢也（仙台高等検察庁検事長、法務省入国管理局長）
- 青沼隆之（名古屋高等検察庁検事長、次長検事、法務省保護局長）
- 上冨敏伸（大阪高等検察庁検事長、仙台高等検察庁検事長、法務省法務総合研究所所長）
- 畝本毅（高松高等検察庁検事長、大阪地方検察庁検事正）
- 豊嶋秀直（福岡高等検察庁検事長、公安調査庁長官）
- 飯田英男（福岡高等検察庁検事長、札幌高等検察庁検事長）
- 有田知徳（福岡高等検察庁検事長、仙台高等検察庁検事長、最高検察庁公安部長）
- 吉田安志（さいたま地方検察庁検事正、最高検察庁査察指導部長、新潟地方検察庁検事正、東京地検特捜部長、公正取引委員会委員）
- 井内顯策（横浜地方検察庁検事正、東京地検特捜部長、日本公証人連合会理事長）
- 田中萬一（最高検察庁刑事部長、横浜地方検察庁検事正、東京地検特捜部長）
- 山上秀明（次長検事、東京地方検察庁検事正、最高検察庁公安部長、東京高等検察庁次席検事、東京地検特捜部長）
- 山本清二郎（次長検事、大阪高等検察庁検事長、東京地検特捜部長）
- 河井信太郎（大阪高等検察庁検事長、東京地検特捜部長、法務省刑事課長）
- 松田昇（最高検察庁刑事部長、法務省矯正局長、東京地検特捜部長、預金保険機構理事長）
- 石川達紘（名古屋高等検察庁検事長、東京地方検察庁検事正、東京地検特捜部長）
- 宗像紀夫（名古屋高等検察庁検事長、最高検察庁刑事部長、東京地検特捜部長、内閣官房参与）
- 高野利雄（名古屋高等検察庁検事長、東京地方検察庁検事正、国際研修協力機構理事長）
- 岩村修二（名古屋高等検察庁検事長、東京地方検察庁検事正、東京地検特捜部長、長島・大野・常松法律事務所顧問）
- 鈴木芳夫（広島高等検察庁検事長、仙台高等検察庁検事長、外国人技能実習機構理事長、中央大学教授）
- 小橋常和（秋田地方検察庁検事正、大阪地方検察庁特捜部長）
- 阪井博（宇都宮地方検察庁検事正、金沢地方検察庁検事正）
- 佐々木善三（京都地方検察庁検事正、東京地方検察庁特捜部副部長、弁護士）
- 吉田正喜（高松地方検察庁検事正、法務総合研究所総務企画部長）
- 永村俊朗（徳島地方検察庁検事正、福岡高等検察庁刑事部長）
- 仁田良行（長崎地方検察庁検事正、広島高等検察庁刑事部長）
- 竹中理比古（岡山地方検察庁検事正、宮崎地方検察庁検事正)
- 三井環（大阪高等検察庁公安部長）
- 若狭勝（東京地方検察庁公安部長、同特捜部副部長、衆議院議員）
- 大坪弘道（大阪地方検察庁特捜部長）
- 開山憲一（名古屋高等検察庁検事、法務省法務総合研究所教官、公証人）
- 矢田次男（東京地方検察庁特捜部検事、弁護士、ジャニーズ事務所顧問弁護士）
- 佐賀潜（東京地方検察庁検事、弁護士、小説家、江戸川乱歩賞）

弁護士
- 阿部三郎（弁護士、日本弁護士連合会会長）
- 山岸憲司（弁護士、日本弁護士連合会会長）
- 小林元治（弁護士、日本弁護士連合会会長、東京弁護士会会長）
- 五十嵐義三（弁護士、日本弁護士連合会副会長、北海道弁護士会連合会理事長）
- 岩本勝彦（弁護士、日本弁護士連合会副会長、北海道弁護士会連合会理事長、札幌市代表オンブズマン）
- 長田正寛（弁護士、日本弁護士連合会副会長、北海道弁護士会連合会理事長、札幌市教育委員会委員）
- 田村智幸（弁護士、日本弁護士連合会副会長、北海道弁護士会連合会理事長、北海道大学特任教授）
- 佐野善房（弁護士、日本弁護士連合会副会長、関東弁護士会連合会理事長、千葉県公害審査会会長）
- 栃木敏明（弁護士、日本弁護士連合会副会長、関東弁護士会連合会理事長、第二東京弁護士会会長）
- 藤田善六（弁護士、日本弁護士連合会副会長、関東弁護士会連合会理事長、新潟県弁護士会会長）
- 高木光春（弁護士、日本弁護士連合会副会長、関東弁護士会連合会理事長、栃木県弁護士会会長）
- 伊藤茂昭（弁護士、日本弁護士連合会副会長、関東弁護士会連合会理事長、東京弁護士会会長）
- 山本剛嗣（弁護士、日本弁護士連合会副会長、東京弁護士会会長、国家公安委員、法務省司法試験考査委員）
- 竹之内明（弁護士、日本弁護士連合会副会長、東京弁護士会会長）
- 種田誠（弁護士、日本弁護士連合会副会長、茨城県弁護士会会長、参議院議員）
- 奈良道博（弁護士、日本弁護士連合会副会長、第一東京弁護士会会長、法務省法制審議会委員）
- 山崎源三（弁護士、日本弁護士連合会副会長、第一東京弁護士会会長、三鷹市総合オンブズマン）
- 加毛修（弁護士、日本弁護士連合会副会長、第一東京弁護士会会長、内閣府政府調達苦情検討委員長）
- 神洋明（弁護士、日本弁護士連合会副会長、第一東京弁護士会会長、法務省法制審議会刑事法部会幹事）
- 横溝高至（弁護士、日本弁護士連合会副会長、第一東京弁護士会会長、前田道路取締役、法務省司法試験考査委員）
- 笠井直人（弁護士、日本弁護士連合会副会長、第二東京弁護士会会長）
- 大迫唯志（弁護士、日本弁護士連合会副会長、中国地方弁護士会連合会理事長、広島大学教授）
- 宗政美三（弁護士、日本弁護士連合会副会長、中国地方弁護士会連合会理事長、広島市法律顧問）
- 大国和江（弁護士、女性初の日本弁護士連合会副会長、中国地方弁護士会連合会理事長、全国人権擁護委員連合会副会長）
- 小早川龍司（弁護士、日本弁護士連合会副会長、四国弁護士会連合会理事長、香川大学教授）
- 佐藤郁美（弁護士、第二東京弁護士会副会長、公正取引委員会審判官、情報公開・個人情報保護審査会委員）
- 渥美雅子（弁護士、評論家、内閣総理大臣表彰）
- 鳥飼重和（弁護士、日本税理士会連合会顧問）
- 安西愈（弁護士、中央大学客員教授）
- 木村晋介（弁護士、青年法律家協会事務局長）
- 一條實昭（弁護士、アンダーソン・毛利・友常法律事務所顧問、一条家第28代当主）
- 奧野善彦（弁護士、北里大学名誉教授、奥野総合法律事務所所長）
- 久保田紀昭（弁護士、タレント、行列のできる法律相談所レギュラー出演者）
- 菊地幸夫（弁護士、タレント、行列のできる法律相談所レギュラー出演者、辰已法律研究所講師、司法研修所教官）
- 大渕愛子（弁護士、タレント、行列のできる法律相談所レギュラー出演者）
- 堀井亜生（弁護士、フラクタル法律事務所代表）
- 五十嵐二葉（弁護士、山梨学院大学教授）
- 横山昭二（弁護士、検察官、オウム真理教教祖麻原彰晃私選弁護人、中退）
- 梁瀬峰史（弁護士、陸上競技選手、箱根駅伝ランナー）

法学者
- 植野妙実子（憲法学者、中央大学名誉教授）
- 川添利幸（憲法学者、中央大学学長）
- 工藤達朗（憲法学者、中央大学教授）
- 佐藤信行（憲法学者、中央大学副学長、アイネス取締役）
- 橋本公亘（憲法学者、中央大学名誉教授、日本学士院会員）
- 橋本基弘（憲法学者、中央大学教授）
- 長尾一紘（憲法学者、中央大学名誉教授）
- 高見勝利（憲法学者、上智大学名誉教授、北海道大学名誉教授）
- 畑尻剛（憲法学者、中央大学教授）
- 富井幸雄（公法学者、東京都立大学教授、比較憲法学田上穰治賞）
- 笠井修（民法学者、中央大学教授、元筑波大学教授、元法務省司法試験考査委員）
- 渡辺達徳（民法学者、東北大学名誉教授）
- 船越隆司（民法学者、中央大学名誉教授）
- 春日偉知郎（民訴法学者、筑波大学名誉教授、元慶應義塾大学教授）
- 小島武司（民訴法学者、中央大学名誉教授）
- 出口雅久（民訴法学者、立命館大学教授）
- 住吉博（民訴法学者、大宮法科大学院大学学長）
- 升本喜兵衛（商法学者、中央大学総長・学長・理事長、弁護士）
- 野田博（商法学者、一橋大学名誉教授、大隅健一郎賞）
- 戸田修三（商法学者、中央大学学長、日本私立学校振興・共済事業団理事長）
- 永井和之（商法学者、中央大学総長・学長）
- 福原紀彦（商法学者、中央大学総長・学長、大学スポーツ協会会長、日本資金決済業協会会長、弁護士）
- 高窪利一（商法学者、中央大学教授、弁護士）
- 加美和照（商法学者、中央大学名誉教授）
- 崎田直次（商法学者、中央大学名誉教授）
- 木内宜彦（商法学者、中央大学教授）
- 野村修也（商法学者、中央大学教授、弁護士）
- 丸山秀平（商法学者、名誉教授）
- 下村康正（刑法学者、中央大学名誉教授、弁護士）
- 藤本哲也（刑法学者、中央大学名誉教授、弁護士）
- 斎藤信治（刑法学者、中央大学名誉教授）
- 三枝有（刑法学者、信州大学教授）
- 只木誠（刑法学者、中央大学教授）
- 菊田幸一（刑法学者、明治大学名誉教授）
- 渥美東洋（刑訴法学者、中央大学名誉教授、警察大学校名誉教授）
- 椎橋隆幸（刑訴法学者、中央大学名誉教授、警察大学校名誉教授、日本被害者学会理事長）
- 清水真　（刑訴法学者、明治大学教授）
- 柳川重規（刑訴法学者、中央大学教授、警察政策学会会長）
- 横井芳弘（労働法学者、中央大学名誉教授、日本労働法学会代表理事、弁護士）
- 角田邦重（労働法学者、中央大学学長、弁護士）
- 山田省三（労働法学者、中央大学教授）
- 石井保雄（労働法学者、獨協大学教授、冲永賞）
- 外間寛（行政法学者、中央大学総長・学長）
- 中西又三（行政法学者、中央大学名誉教授）
- 細川幸一（消費者法学者、日本女子大学教授、内閣府消費者委員会委員）
- 奥田敦（イスラム法学者）
- 布施勉（国際法学者、横浜市立大学学長）
- 古谷修一（国際法学者、早稲田大学教授、国際連合自由権規約人権委員会副委員長）
- 澤田壽夫（国際私法学者、上智大学名誉教授）
- 三木義一（祖税法学者、青山学院大学学長）
- 武田昌輔（租税法学者、成蹊大学名誉教授）
- 金井貴嗣（経済法学者、中央大学名誉教授）
- 柳憲一郎（環境法学者、明治大学名誉教授、環境科学会会長）
- 山田八千子（法哲学者、中央大学教授、日本学術会議会員）
- 山内惟介(国際私法学者、中央大学名誉教授)
- 津野義堂(西洋法制史学者、中央大学名誉教授)
- 高木侃（日本法制史学者、専修大学教授、太田市立縁切寺満徳寺資料館名誉館長、比較家族史学会会長）

### 政界
- 海部俊樹（第77代内閣総理大臣、自由民主党総裁）
- 樋貝詮三（第37代衆議院議長、法学者）
- 花井卓蔵（衆議院副議長、弁護士）
- 松尾官平（参議院副議長、中退）
- 稲葉修（衆議院議員、文部大臣、法務大臣）
- 高村正彦（衆議院議員、自由民主党副総裁、外務大臣、防衛大臣、法務大臣、弁護士）
- 二階俊博（衆議院議員、自由民主党幹事長、自由民主党総務会長、経済産業大臣、保守新党幹事長、運輸大臣）
- 内海英男（衆議院議員、建設大臣、中央大学理事長）
- 松永光（衆議院議員、大蔵大臣、文部大臣、通商産業大臣、弁護士）
- 永山忠則（衆議院議員、自治大臣）
- 加藤武徳（衆議院議員、自治大臣）
- 関谷勝嗣（衆議院議員、郵政大臣、建設大臣、国土庁長官）
- 戸井田三郎（衆議院議員、厚生大臣）
- 愛野興一郎（衆議院議員、経済企画庁長官）
- 佐藤守良（衆議院議員、農林水産大臣）
- 野呂田芳成（衆議院議員、参議院議員、農林水産大臣、防衛庁長官）
- 藤田義光（衆議院議員、自治政務次官）
- 保岡興治（衆議院議員、裁判官、弁護士）
- 中山正暉（衆議院議員、建設大臣兼国土庁長官、総務庁長官）
- 瓦力（衆議院議員、建設大臣、防衛庁長官）
- 岩永峯一（衆議院議員、農林水産大臣）
- 遠藤利明（衆議院議員、東京オリンピック・パラリンピック担当大臣）
- 望月義夫（衆議院議員、環境大臣）
- 坂本哲志（衆議院議員、農林水産大臣）
- 二田孝治（衆議院議員、農林水産政務次官、経済企画政務次官）
- 狩野勝（衆議院議員、厚生政務次官）
- 今津寛（衆議院議員、総務副大臣）
- 金田英行（衆議院議員、農林水産副大臣、北海道開発政務次官）
- 稲葉大和（衆議院議員、 文部科学副大臣）
- 秋葉賢也（衆議院議員、復興大臣）
- 木村次郎（衆議院議員、国土交通大臣政務官）
- 渡辺喜美（参議院議員、元衆議院議員、初代みんなの党代表、金融担当大臣兼行政改革担当大臣、内閣府副大臣（経済財政政策、金融））
- 門山宏哲（衆議院議員、弁護士、法務副大臣）
- 西野弘一（衆議院議員、大阪府議会議員）
- 福永信彦（衆議院議員）
- 柴野たいぞう（衆議院議員、実業家）
- 星野行男（衆議院議員、法務副大臣、弁護士）
- 牧野聖修（衆議院議員、経済産業副大臣）
- 河上覃雄（衆議院議員、労働政務次官）
- 河合正智（衆議院議員、環境総括政務次官）
- 佐竹晴記（衆議院議員、弁護士）
- 菊地養之輔（衆議院議員、弁護士、日本弁護士連合会副会長）
- 日野市朗（衆議院議員、郵政大臣、弁護士）
- 塚本三郎（衆議院議員、民社党委員長）
- 山花貞夫（衆議院議員、日本社会党委員長、政治改革担当大臣、弁護士）
- 稲葉誠一（衆議院議員、参議院議員、検察官、弁護士）
- 安田修三（衆議院議員、労働運動家）
- 岩垂寿喜男（衆議院議員、環境庁長官、労働運動家）
- 小川国彦（衆議院議員）
- 山下八洲夫（衆議院議員、参議院議員）
- 堀込征雄（衆議院議員、労働運動家）
- 石井紘基（衆議院議員 / 石井紘基刺殺事件）
- 中川俊思（衆議院議員）
- 坂本泰良（衆議院議員、弁護士）
- 坂本恭一（衆議院議員、弁護士）
- 鈴木喜久子（衆議院議員、弁護士）
- 北村哲男（衆議院議員、参議院議員、弁護士）
- 松本龍（衆議院議員、部落解放同盟副委員長、防災担当大臣兼復興担当大臣、環境大臣）
- 小林千代美（衆議院議員、労働運動家）
- 池内沙織（衆議院議員）
- 塚田一郎（衆議院議員、参議院議員）
- 宮崎岳志（衆議院議員、作家）
- 太栄志（衆議院議員）
- 道下大樹（衆議院議員）
- 高木錬太郎（衆議院議員）
- 坂本竜太郎（衆議院議員）
- 続訓弘（参議院議員、総務庁長官兼中央省庁改革等担当大臣、東京都副知事）
- 山崎力（参議院議員）
- 田辺哲夫（参議院議員、弁護士）
- 板垣正（参議院議員）
- 高木正明（参議院議員）
- 愛知治郎（参議院議員）
- 山本一太（参議院議員、沖縄･北方対策担当大臣兼IT政策担当大臣、群馬県知事）
- 中西哲（参議院議員）
- 三木亨（参議院議員）
- 滝沢求（参議院議員、青森県議会議員、外務大臣政務官）
- 猪熊重二（参議院議員、弁護士）
- 矢田部理（参議院議員、弁護士、新社会党委員長）
- 村沢牧（参議院議員、農林水産政務次官）
- 瀬谷英行（参議院議員、労働運動家）
- 池田治（参議院議員、弁護士）
- 千葉景子（参議院議員、法務大臣、弁護士）
- 近藤正道（参議院議員、弁護士）
- 轟木利治（参議院議員、労働運動家）
- 石橋通宏（参議院議員、労働運動家）
- 井上美代（参議院議員、外交官）
- 高橋光男（参議院議員、外交官）
- 三浦矢一（貴族院子爵議員、三浦梧楼の孫）
- 本間俊太郎（宮城県知事）
- 神田真秋（愛知県知事、弁護士）
- 國松善次（滋賀県知事）
- 北本正雄（東京都北区長）
- 石塚輝雄（東京都板橋区長）
- 飯村恵一（東京都台東区長）
- 小林香（福島市長、環境省東北地方環境事務所長）
- 木下達則（鳩ヶ谷市長、さいたま市副市長、埼玉県下水道公社理事長）
- 小笠原臣也（呉市長、広島県副知事）
- 中尾友昭（下関市長、山口県議会議員、税理士）
- 森雅志（富山市長）
- 守田憲史（宇城市長、熊本県議会議員）
- 本田修一（志布志市長、中退）
- 藤田恵（木頭村長）
- 服部誠太郎（福岡県知事、同県副知事、久留米リサーチ・パーク副会長）
- 上野哲弘（新宮市長）
- 佐藤春陽（新宮市長、中退）
- 禰冝田政信（碧南市長）
- 鈴木俊美（栃木市長）
- 黄長燁（朝鮮民主主義人民共和国最高人民会議常設会議議長、朝鮮労働党国際担当書記）
- 太田正孝（横浜市会議員、中退）
- 後藤喜八郎（武蔵野市長、中退）
- 井澤邦夫（国分寺市長）
- 渡辺幸子（多摩市長）
- 小川晶（前橋市長）
- 銭谷翔（四條畷市長）
- 酒井隆明（丹波篠山市長、兵庫県市長会会長、兵庫県議会議員、弁護士）
- 北島邦彦（杉並区議会議員、労働運動家）

### 官界
- 川島廣守（内閣官房副長官 (事務方)、内閣調査室長、警察庁警備局長。プロ野球コミッショナー）
- 中平和水（警察庁刑事局長、愛知県警察本部長、日本レジャーカードシステム会長）
- 中村正則（警察庁関東管区警察局長、警察庁刑事局暴力団対策部長、福岡県警察本部長）
- 鈴木邦芳（警察庁中国管区警察局長、警察庁長官官房審議官、岩手県警察本部長）
- 望月秀一（警察庁科学警察研究所総務部長、警察庁長官官房理事官、佐賀県警察本部長）
- 細井為行（東大安田講堂事件時の第五機動隊中隊長、警察庁刑事局捜査一課員。弁護士）
- 田宮榮一（警視庁警ら部長、警視庁警察学校長、テレビコメンテーター）
- 宇田川信一（警視庁警察学校長、内閣調査室調査官）
- 濱嘉之（警視庁警視、小説家、テレビコメンテーター）
- 吉川祐二（警視庁警部補、テレビコメンテーター、中退）
- 花岡和道（警察庁九州管区警察局長、新潟県警察本部長）
- 平工剛郎（北海道開発庁計画監理官、北海道道路サービス社長）
- 八木俊道（総務事務次官、環境省顧問、日本大学政経研究所所長、電源開発監査役）
- 須江雅彦（総務省統計局長、財務省大臣官房審議官、滋賀大学理事・副学長）
- 三宅俊光（総務省行政管理局長、総務省政策統括官、財務省大臣官房審議官）
- 角田祐一（総務省近畿管区行政評価局長、総務省九州管区行政評価局長）
- 槌谷裕司（内閣府沖縄振興局長、沖縄総合事務局長。旧総理府入庁）
- 神崎満治郎（法務省札幌法務局長、公証人、商業登記倶楽部代表理事）
- 西田博（法務省矯正局長、法務省大臣官房審議官、盛岡少年刑務所長）
- 富山聡（法務省矯正局長、法務省大臣官房審議官）
- 齋藤修（財務省財務総合政策研究所副所長、財務省北海道財務局長）
- 齊藤誠（財務省神戸税関長）
- 坂井建（国税庁税務大学校長、国税庁名古屋国税局長、日本鉄道建設公団理事）
- 松本洋明（国税庁熊本国税局長、国税庁長官官房首席監察官、税理士）
- 草賀純男（外交官、駐オーストラリア大使、儀典長、外務省アフリカ部長）
- 清水武則（外交官、駐モンゴル大使、外務省国際文化協力室長）
- 小林弘之（外交官、駐モンゴル大使、ナッシュビル総領事）
- 甲斐哲朗（外交官、駐エストニア大使、ペナン総領事、外務省海洋室長）
- 重枝豊英（外交官、駐リトアニア大使、ホノルル総領事、フランクフルト総領事）
- 飯山常成（外交官、駐スロベニア大使、川口賞）
- 本多熊太郎（外交官、内閣外交顧問、駐ドイツ大使）
- 須磨弥吉郎（外交官、駐スペイン公使、満州国情報部長、衆議院議員）
- 加藤元彦（外交官、駐ブルネイ大使、ナッシュビル総領事、マニラ総領事）
- 北澤寛治（外交官、駐コンゴ民主共和国大使、外務省カリブ室長）
- 沖村憲樹（科学審議官、科学技術振興機構理事長）
- 井上正幸（文部科学省国際統括官、日本ユネスコ国内委員会事務総長）
- 南健太郎（外交官、駐中央アフリカ大使、駐チャド大使、駐カメルーン大使）[13]
- 村上茂利（労働事務次官、衆議院議員、法務政務次官）
- 真島一男（建設省都市局長、参議院議員、通商産業政務次官）
- 菊川人吾（経済産業省イノベーション・環境局長）[14]
- 江間清二（防衛事務次官、内閣安全保障室長）
- 藤島正之（防衛庁長官官房長、防衛庁経理局長、衆議院議員）
- 北原巌男（防衛施設庁長官、防衛庁長官官房長、駐東ティモール大使）
- 宇田川新一（防衛庁契約本部長、防衛庁人事教育局長、防衛調達基盤整備協会理事長）
- 鈴木正孝（防衛医科大学校副校長、調達実施本部副本部長、衆議院議員）
- 上瀧守（防衛省人事教育局長、自衛隊援護協会理事長）
- 鈴木良之（防衛装備庁長官、防衛研究所所長）
- 深澤雅貴（防衛省地方協力局長）
- 小波功（防衛省南関東防衛局長）
- 田中利則（防衛省沖縄防衛局長）
- 小幡幹雄（参議院事務総長）
- 郷原悟（参議院事務総長）
- 麻生利正（栃木県副知事、とちぎメディカルセンター理事長）
- 塩川修（埼玉県副知事、埼玉県公安委員会委員長）
- 砂川裕紀（埼玉県副知事、埼玉県下水道事業管理者）
- 瀬田悌三郎（東京都副知事、首都高速道路公団理事長、日本宝くじ協会理事長）
- 菅原秀夫（東京都副知事、首都高速道路社長、日本自動車ターミナル社長）
- 青山佾（東京都副知事、東京都人事委員会委員長、東京都住宅供給公社理事長、明治大学名誉教授）
- 横山洋吉（東京都副知事、全国信用保証協会連合会会長、日本宝くじ協会理事長）
- 吉川和夫（東京都副知事、東京都公園協会理事長、東京交通会館副館長）
- 秋山俊行（東京都副知事、東京都人材支援事業団理事長、日本自動車ターミナル社長）
- 中村正彦（東京都教育委員会教育長、全国都道府県教育長協議会会長）
- 大原正行（東京都教育委員会教育長、東京都知事本局長、東京臨海ホールディングス社長）
- 藤田裕司（東京都教育委員会教育長、東京都産業労働局長、日本自動車ターミナル社長）
- 佐々木克已（東京都出納長、東京都住宅供給公社理事長、首都高速道路社長）
- 松尾均（東京都交通局長、はとバス社長）
- 金子正一郎（東京都交通局長、はとバス社長）
- 塩見清仁（東京都主税局長、東京都生活文化局長、東京都交通局長、はとバス社長）
- 今沢時雄（東京都港湾局長、東京都生活文化局長、東京ガス取締役）
- 尾高暉重（神奈川県副知事、神奈川県内広域水道企業団企業長、全国水道企業団協議会会長）
- 大木宏之（神奈川県副知事、神奈川県警本部総務部長、神奈川県下水道公社理事長）
- 古尾谷光男（神奈川県副知事、神奈川県内広域水道企業団企業長、全国知事会事務総長）
- 中島正信（神奈川県副知事、神奈川県総務局長、全国知事会事務総長）
- 大久保智子（横浜市副市長、横浜市水道局長、横浜市西区長）
- 片山安孝（兵庫県副知事）
- 向井正博（大阪府教育委員会教育長）

### 財界
- 水島廣雄（そごう会長、民法学者、東洋大学名誉教授）
- 中村長芳（ロッテオリオンズ・西鉄ライオンズ個人球団オーナー、岸信介内閣総理大臣秘書官）
- 相原雅憲（昭和電線ホールディングス社長）
- 新井良亮（ルミネ会長、JR東日本副社長）
- 安藤公基（ロフト社長）
- 井関清（ハウスメイト創業者、日本賃貸住宅管理協会会長、関東愛媛県人会会長）
- 早河洋（テレビ朝日会長兼CEO、日本民間放送連盟副会長）
- 太田英昭（産経新聞社会長、フジ・メディア・ホールディングス社長）
- 金子眞吾（凸版印刷社長、日本印刷産業連合会会長、キッズデザイン協議会副会長）
- 川島正夫（ピー・シー・エー創業者・会長兼社長、日本パーソナルコンピューターソフトウェア協会会長、関東ITソフトウェア健康保険組合理事長）
- 瓦林潔（九州電力社長、福岡放送社長、福岡大学理事長、日本商工会議所副会頭）
- 熊坂隆光（産経新聞社社長、日本新聞協会副会長）
- 斉藤永吉（北都銀行頭取）
- 大川博（東映創業者・社長）
- 足立直樹（凸版印刷社長、日本印刷産業連合会会長、中央大学理事長）
- 金子博継（セコム損害保険社長）
- 香藤繁常（昭和シェル石油会長兼グループCEO）
- 御手洗冨士夫（キヤノン会長、日本経団連会長、日本科学技術連盟会長）
- 斉藤正明（JVCケンウッド・ビクターエンタテインメント社長、東芝EMI社長）
- 末松修（福岡中央銀行頭取）
- 鈴木修（スズキ社長・会長）
- 仙田信吾（サンフレッチェ広島社長）
- 大塚実（大塚商会創業者・社長）
- 田邊勝己（アクロディア会長、カイロス総合法律事務所設立者・代表社員）
- 土和広（クボタケミックス社長、配水用ポリエチレンパイプシステム協会会長）
- 野中正人（しまむら社長）
- 有賀馨（良品計画社長）
- 松崎暁（良品計画社長）
- 矢内廣（ぴあ創業者・社長）
- 川茂夫（ゆうちょ銀行会長、郵便局会長）
- 是枝伸彦（ミロク情報サービス創業者・会長、テレコムサービス協会会長、前島密賞）
- 二宮雅也（損害保険ジャパン日本興亜社長）
- 永井浩二（野村證券CEO、野村ホールディングスグループCEO）
- 平野耕太郎（日立建機社長）
- 井上亮（オリックスグループCEO、関西経済連合会副会長、リース事業協会会長）
- 久野修慈（大洋漁業専務、大洋ホエールズ球団社長、中央大学理事長）
- 久代敏男（マルハニチロホールディングス社長）
- 大社啓二（日本ハム社長、北海道日本ハムファイターズオーナー）
- 中島拓（ジェイリース創業者・CEO）
- 中村栄輔（モスフードサービス社長）
- 中山晴喜（マーベラス創業者・会長兼社長CEO）
- 渡邉健二（日本通運社長、日本物流団体連合会会長）
- 宮内宏二（ヤマト運輸社長・会長）
- 有富慶二（ヤマト運輸社長・会長、ヤマトホールディングス会長兼社長）
- 瀬戸薫（ヤマト運輸会長、ヤマトホールディングス社長）
- 島津修久（島津興業会長、島津氏第32代当主）
- 上田淳（宇部三菱セメント社長）
- 木村清（喜代村〔すしざんまいチェーン〕創業者・社長）
- 佐藤進（東急レクリエーション社長）
- 多田憲之（東映社長）
- 福留大士（チェンジホールディングス創業者・社長）
- 宮嶌裕二（モバイルファクトリー創業者・代表取締役）
- 多田洋祐（ビズリーチ社長）
- 矢澤勝幸（愛知銀行頭取）
- 高橋雄豺（読売新聞社副社長、讀賣巨人軍球団社長、内務官僚。法学博士 (中央大学)）
- 田川融（熊本県民テレビ社長）

### 学術界（法学者を除く）
- 伊豆見元（政治学者、静岡県立大学名誉教授、現代韓国朝鮮学会会長）
- 大森彌（行政学者、東京大学名誉教授、厚生労働省社会保障審議会会長）
- 嶋田暁文（行政学者、九州大学教授、自治体学会副理事長）
- 森啓（行政学者、北海道大学教授）
- 原田晃樹（行政学者、立教大学教授）
- 神原勝（行政学者、北海道大学名誉教授）
- 宮本盛太郎（政治学者、京都大学名誉教授）
- 関口正司（政治学者、九州大学教授）
- 今村都南雄（政治学者、中央大学名誉教授、日本行政学会理事長）
- 大原光憲（政治学者、中央大学名誉教授）
- 新藤宗幸（政治学者、千葉大学名誉教授、後藤・安田記念東京都市研究所理事長、日本行政学会理事長）
- 池庄司敬信（政治学者、中央大学名誉教授）
- 江川潤（政治学者、中央大学名誉教授）
- 星野智（政治学者、中央大学教授）
- 松本正生（政治学者、埼玉大学教授）
- 文京洙（政治学者、立命館大学教授）
- 谷喬夫（政治学者、新潟大学教授）
- 佐藤彰一（西洋史学者、名古屋大学名誉教授、日本学士院会員、西洋中世学会会長、日本学士院賞）
- 真山達志（行政学者、同志社大学教授、同志社大学副学長、政策学部部長）
- 小栗崇資（経営学者、駒澤大学教授、元日本会計史学会会長）
- 宮本太郎（政治学者、中央大学教授、北海道大学名誉教授）
- 山田満（政治学者、早稲田大学教授）
- 山本啓 (政治学者、東北大学名誉教授、山梨学院大学教授、山本国際学園理事長)
- 鈴木健二 (情報工学者)（東京工業大学特任教授)

### スポーツ
- 村社講平（陸上競技選手、ベルリンオリンピック代表）
- 山本亮（陸上競技選手）
- 上野裕一郎（陸上競技選手）
- 飯塚翔太（陸上競技選手、リオオリンピック400mリレー銀メダリスト）
- 石川祐希（プロバレーボール選手）
- 福澤達哉（プロバレーボール選手）
- 花田真人（プロ野球選手、ヤクルトスワローズ投手）
- 鍬原拓也（プロ野球選手、読売ジャイアンツ投手）
- 鍵谷陽平（プロ野球選手、読売ジャイアンツ投手）
- 五十幡亮汰（プロ野球選手、北海道日本ハムファイターズ選手）
- 杉浦健二郎（プロ野球選手、神奈川フューチャードリームス投手）
- ラモス瑠偉（サッカー選手、日本代表）
- 早野宏史（サッカー選手、Jリーグ監督）
- 斎藤大輔（サッカー選手）
- シュミット・ダニエル（サッカー選手、ベガルタ仙台所属GK、日本代表）
- 長谷川慎（元プロラグビー選手、元日本代表選手、サントリーサンゴリアス、現ヤマハ発動機ジュビロFWコーチ、ラグビーワールドカップ2019 日本代表スクラムコーチ）
- 真壁伸弥（ラグビー選手）
- 源純夏（水泳選手、アトランタオリンピック・シドニーオリンピック代表）
- 田中雅美（水泳選手、スポーツコメンテーター、アトランタ・シドニー・アテネオリンピック代表）
- 中村真衣（水泳選手、シドニーオリンピック代表）
- 磯田順子（水泳選手、シドニーオリンピック代表）
- 塩浦慎理（水泳選手、リオオリンピック代表）
- 吉田圭伸（クロスカントリースキー選手、ソチオリンピック・平昌オリンピック代表）
- 豊國範（大相撲力士、小結）
- 出島武春（大相撲力士、大関）
- 玉春日良二（大相撲力士、関脇）
- 豪風旭（大相撲力士、関脇）
- 矢後太規（大相撲力士、幕内）
- 岡野功（柔道家、東京オリンピック代表）
- 吉岡剛（柔道家、徳山大学教授）
- ジャンボ鶴田（プロレスラー、桐蔭横浜大・慶大・中大非常勤講師、ポートランド州立大学客員教授）
- ミスター・ポーゴ（プロレスラー、大相撲力士、序二段）
- 村島克哉（プロレスラー、新日本プロレス）

### 文化（作家、タレント、マスメディア）・その他
- 渋川玄耳（ジャーナリスト、作家）
- 杉村楚人冠（ジャーナリスト、作家）
- 長谷川如是閑（文明批評家、ジャーナリスト）
- 横山源之助（ジャーナリスト）
- 茅原華山（ジャーナリスト、評論家）
- 木下尚江（社会運動家、中退）
- 石川三四郎（社会運動家、作家）
- 市川哲夫　(プロデューサー、編集長)
- 山根真治郎（ジャーナリスト）
- 田崎史郎（ジャーナリスト）
- 門田隆将（ジャーナリスト、編集者、ノンフィクション作家）
- 山際淳司（ノンフィクション作家）*
- 田家秀樹（音楽評論家、ノンフィクション作家、音楽番組パーソナリティ、音楽番組監修者、日本放送作家協会会員）
- 美里泰伸（ジャーナリスト）
- 野崎靖博（日刊スポーツ記者、スポーツコメンテーター）
- 板垣英憲（政治評論家、ジャーナリスト、毎日新聞記者）
- 上念司（経済評論家、実業家）
- 矢追純一（テレビディレクター、疑似科学作家）
- 金子勝彦（テレビ東京他、スポーツアナウンサー）
- 小川光明（日本テレビアナウンサー）
- 多昌博志（日本テレビアナウンサー）
- 斎藤安弘（ニッポン放送アナウンサー）
- 栗村智（ニッポン放送アナウンサー）
- 島田敏男（NHK名古屋放送局長）
- 清川徹（NHKアナウンサー）
- 山本哲也（NHKアナウンサー）
- 葛西聖司（NHKアナウンサー）
- 藤井康生（NHKアナウンサー）
- 西東大（NHKアナウンサー）
- 佐藤淳（ NHKアナウンサー)
- 生田竜聖（フジテレビアナウンサー）
- 安藤翔（日本テレビアナウンサー）
- 小林杏奈（読売テレビアナウンサー）
- 豊田康雄（関西テレビアナウンサー）
- 中道詩織（福井テレビアナウンサー）
- 野牛あかね（岩手めんこいテレビアナウンサー）
- 高橋裕（山口放送アナウンサー）
- 草柳悟堂（琉球朝日放送アナウンサー）
- 遠藤雅也（北海道テレビ放送アナウンサー）
- 中塚美緒（岡山放送アナウンサー）
- 熊崎結萌（テレビユー福島アナウンサー）
- 藤井由依（テレビ東京アナウンサー）
- 河西歩果（タレント、キャスター）
- 高須基仁（出版プロデューサー、モッソ出版代表取）締役、マネーの虎出演者）
- 鳥海永行（アニメーション監督）
- 松谷孝征（アニメプロデューサー、手塚プロダクション社長）
- 小池一夫（漫画原作者）
- 大泉康雄（小学館編集者）
- 野島伸司（脚本家）
- 矢野徹（SF作家、翻訳家）
- 平井和正（SF作家）
- 逢坂剛（小説家）
- 北方謙三（小説家）
- 志茂田景樹（小説家・エッセイスト）
- 東海林良（作詞家、小説家）
- 岸田理生（劇作家）
- 湊楊一郎（俳人・弁護士）
- 高野智史（将棋棋士、五段）
- 見沢知廉（作家、中退）
- 丹波哲郎（俳優）
- 仲谷昇（俳優）
- 佐原健二（俳優）
- 古谷一行（俳優）
- 山下翔央（俳優、歌手）
- 豊田陸人 (俳優)（ナレーター・脚本家）
- きよみ玲（AV女優）
- 富田耕生（声優・俳優）
- 小西寛子（声優、女優、歌手）
- 南央美（声優）
- 松田聖子（歌手、実業家）
- 麻生夏子（歌手、女優）
- 若旦那（ミュージシャン、湘南乃風メンバー）
- 森たまき（ミュージシャン）
- 大橋彰彦（音楽プロデューサー、ミュージシャン）
- 蓮池薫（翻訳家、北朝鮮による拉致被害者）
- 上廣榮治（教育家、実践倫理宏正会名誉会長、上廣倫理財団会長、オックスフォード大学名誉評議員）
- 鈴木尚之（労働運動家、鉄道労働組合書記長、新しい歴史教科書をつくる会事務局長）
- 今野晴貴（社会運動家、POSSE代表理事）
- 山口節生（政治活動家）
- 佐藤純通（司法書士、日本司法書士会連合会会長）
- 相馬計二（司法書士、桐蔭横浜大学客員教授）
- 福田健（ビジネス書作家、講師、話し方研究所所長）
- 未女子日女（キャラクター考案者）
- 東伏見慈晃（宗教家）

## 舞台となった作品や設定等
- 童貞 - 1975年の松竹映画。伊吹武志は東大ないし中大法科を目指す受験生という設定。
- 正義は勝つ - 1995年のフジテレビドラマ。主演の織田裕二が中大法卒弁護士の高岡淳平を演じた。
- 相棒 - 東映・テレビ朝日ドラマ。2009年season7最終話から登場の神戸尊は中大法卒の設定。